# SPARK (米倉利紀の曲)
「SPARK」（スパーク）は、1995年6月28日に発売された米倉利紀の9作目のシングル。発売元はパイオニアLDC。

## チャート成績
オリコンチャート23位を獲得した。累計売上4.8万枚。

## 収録曲
全作詞：松井五郎
1. SPARK
  - 作曲：野崎昌利　編曲：羽田一郎
  - 「サークルKジャパン」CMソング
2. Deep Motion
  - 作曲：都志見隆　編曲：フィリップ・セス
3. SPARK　（Original Karaoke）